# تراموا مونیخ
تراموا مونیخ (انگلیسی: Trams in Munich) سیستم تراموا در مونیخ، آلمان است.
این تراموا در سال ۱۸۷۶ با نیروی حرکتی اسب تأسیس و در سال ۱۸۹۵ برقی شده‌است، تراموا مونیخ دارای ۱۳ خط، ۱۶۵ ایستگاه و ۸۳ کیلومتر طول می‌باشد.

## نگارخانه

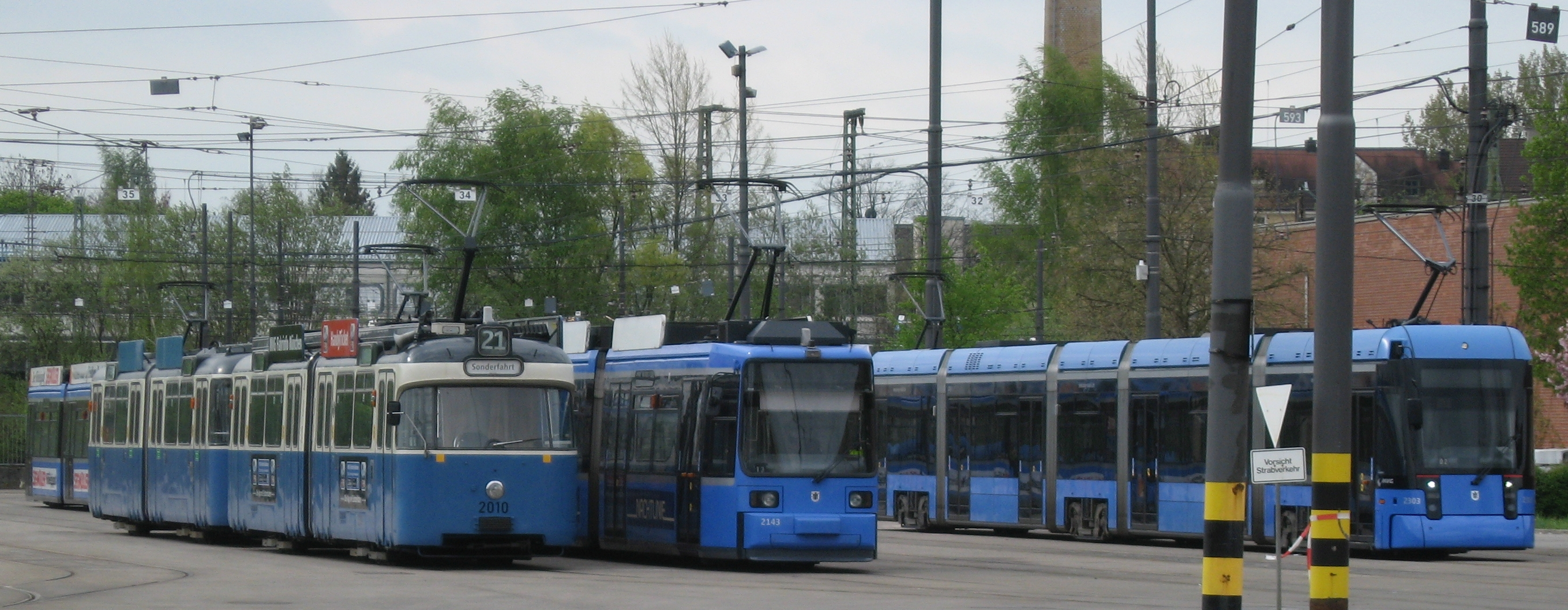
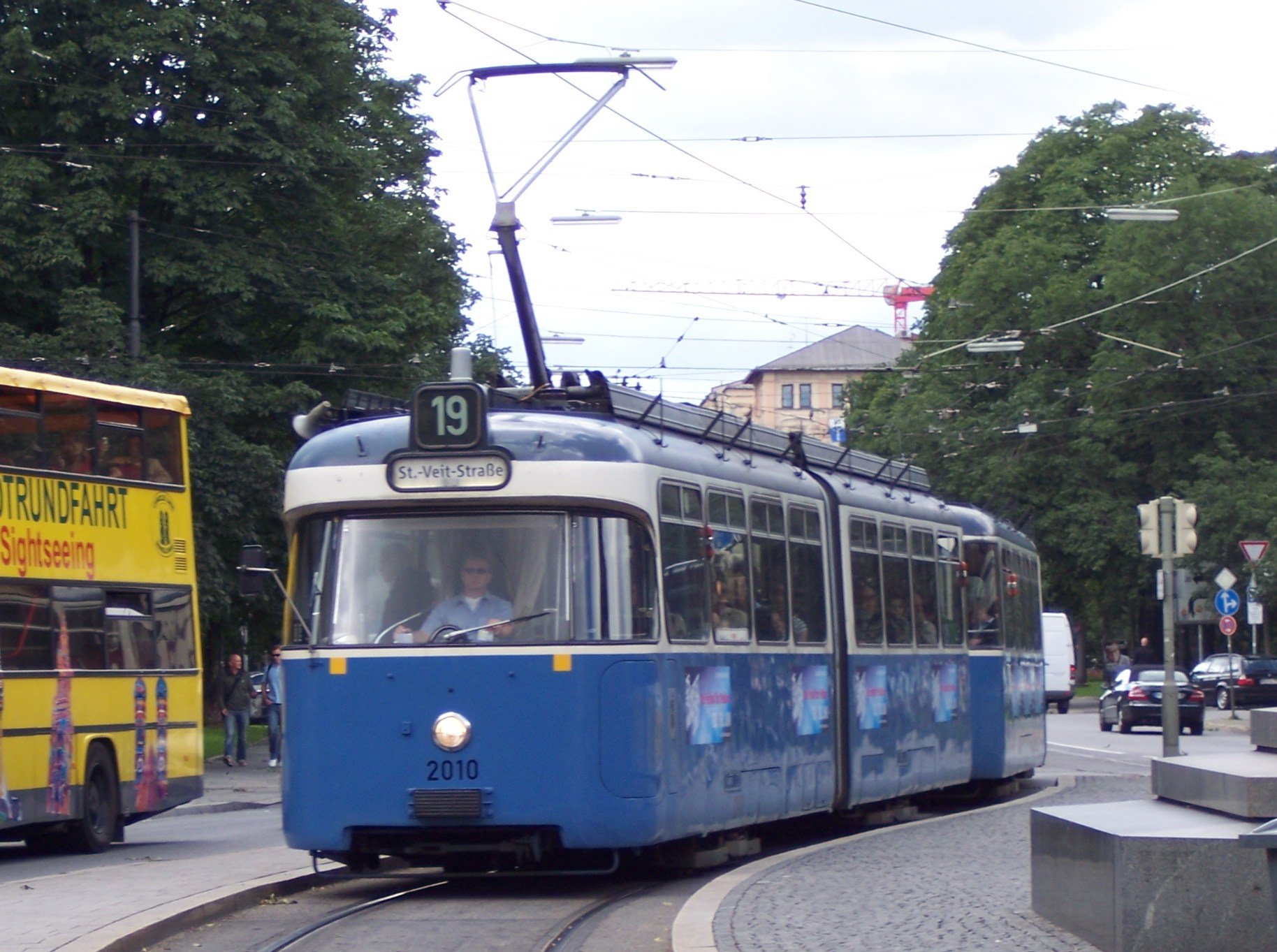
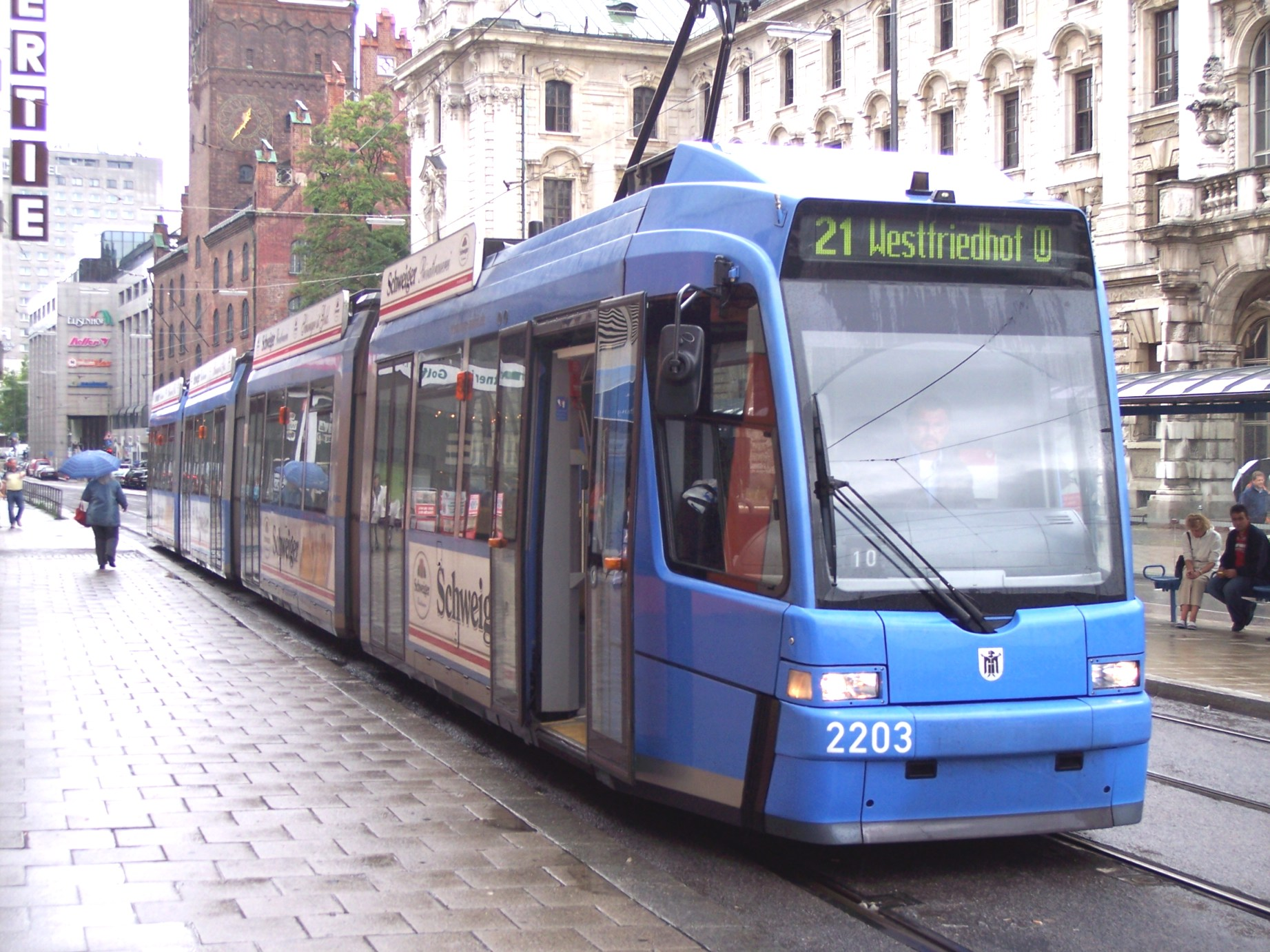
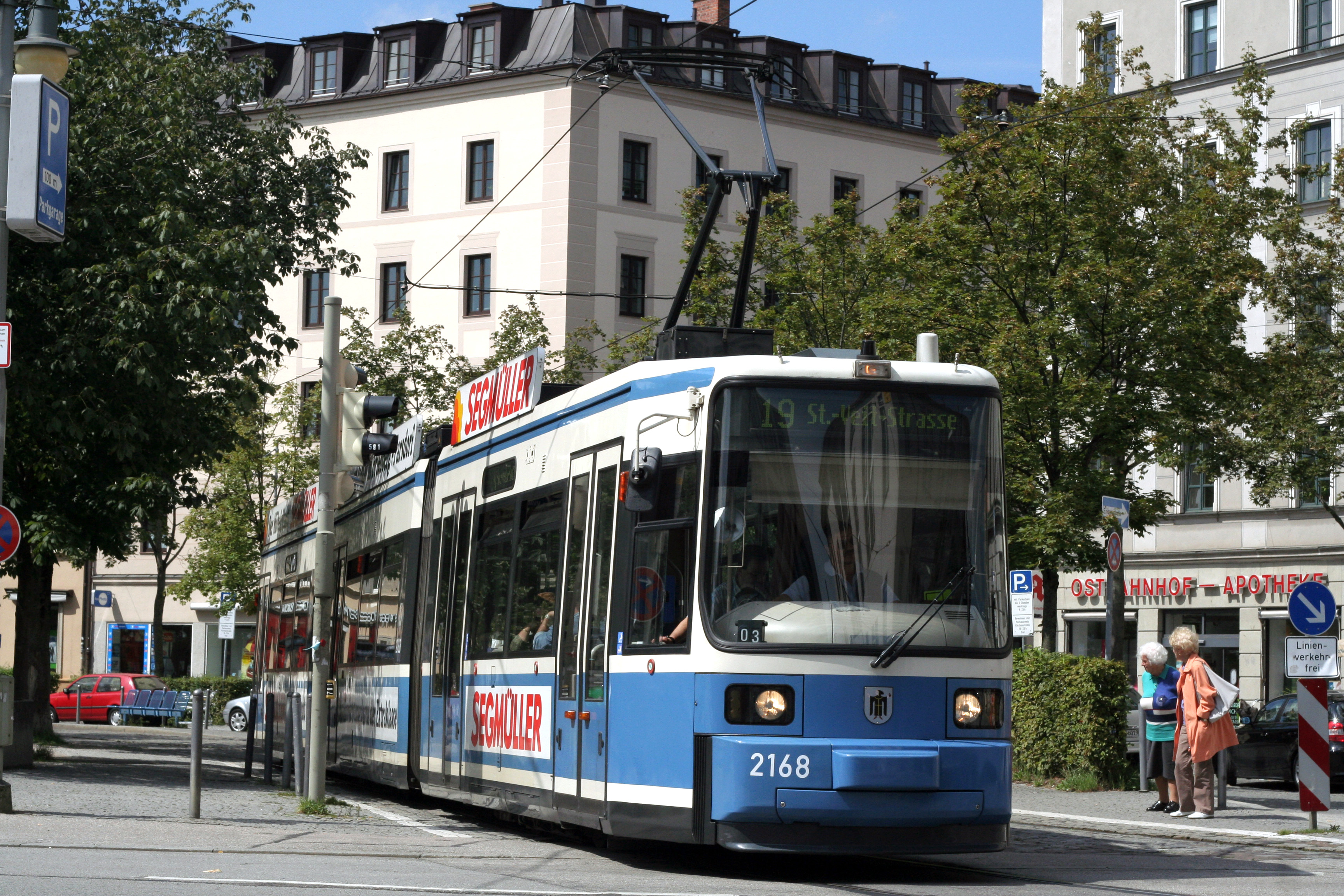
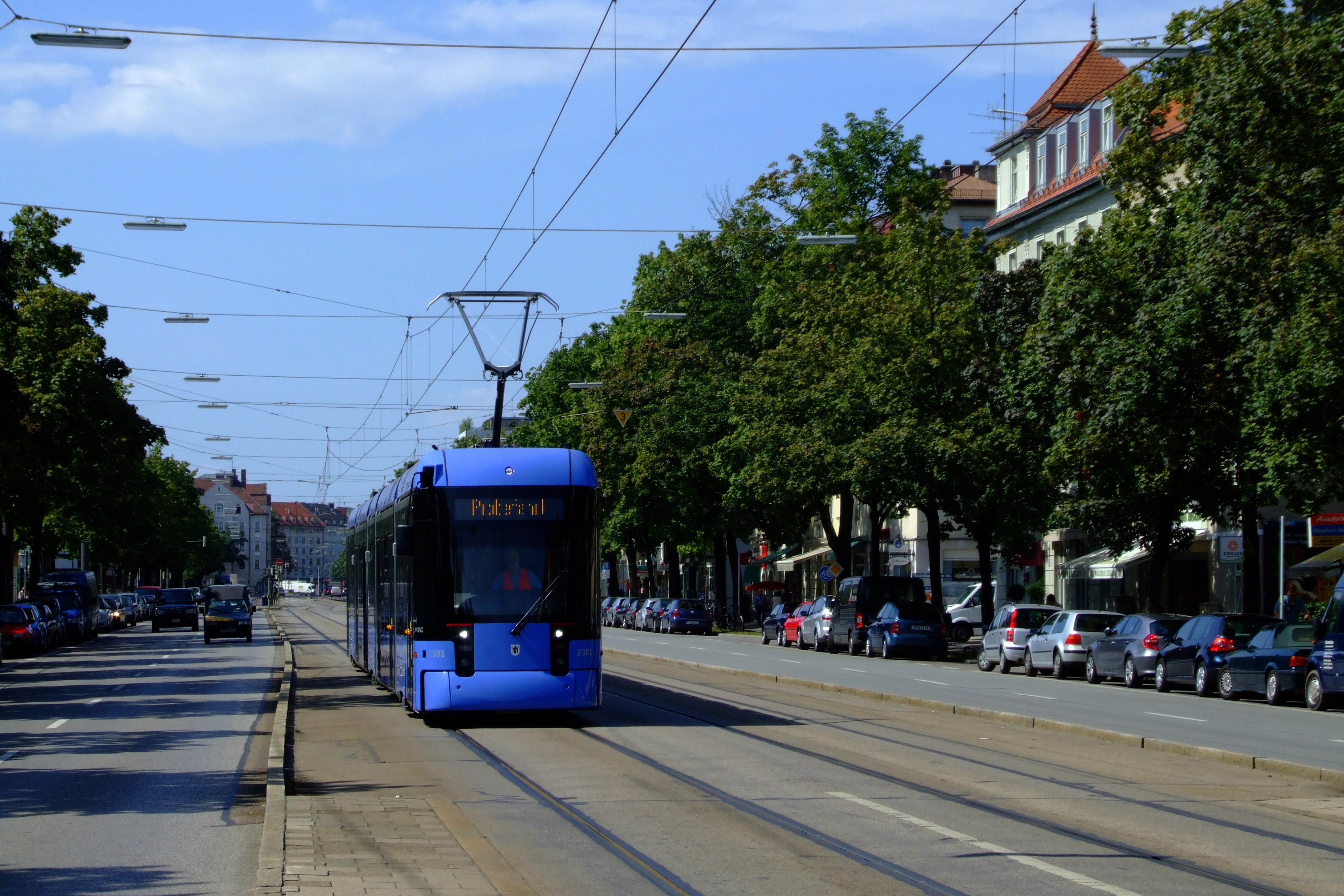
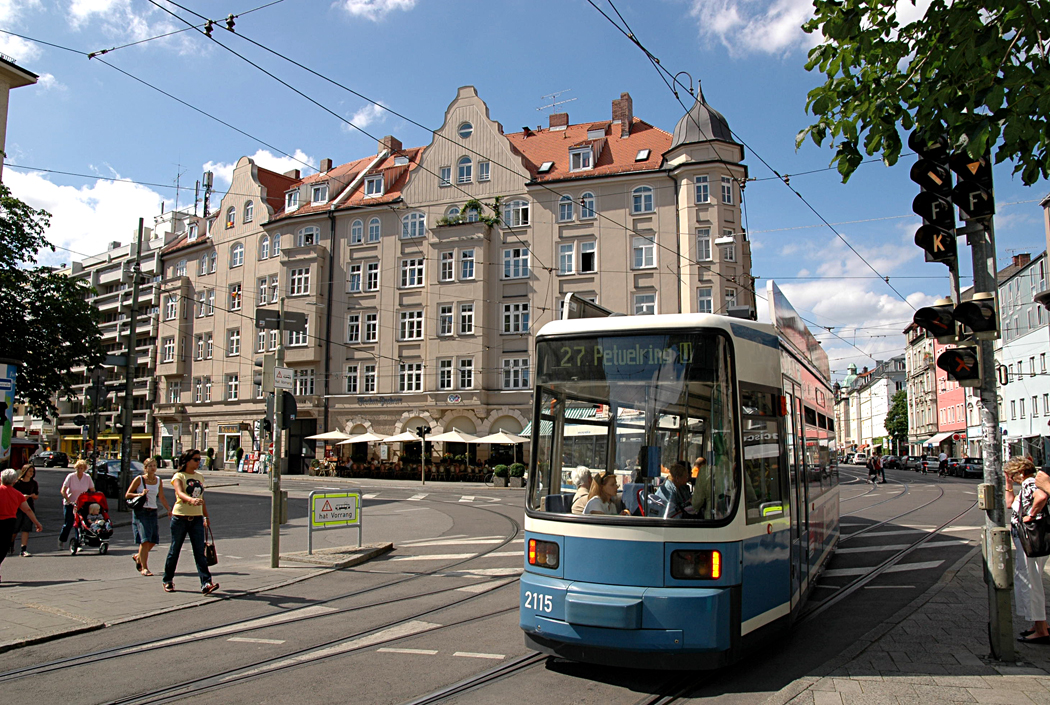
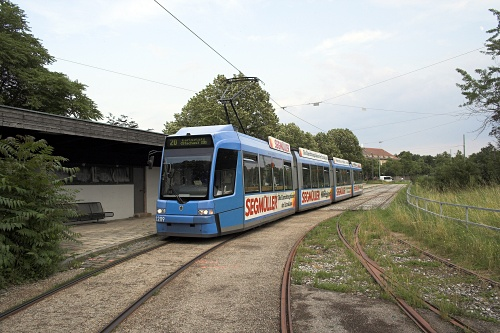